# Шитов, Павел Степанович
Па́вел Степа́нович Ши́тов (6 ноября 1916, с. Трубино, Костромская губерния — 31 января 1944, Заречье, Ленинградская область) — командир 45-мм орудия 1076-го стрелкового полка 314-й Кингисеппской стрелковой дивизии Ленинградского фронта, старший сержант, Герой Советского Союза.

## Биография
Родился 24 октября 1916 года в селе Трубино (ныне Буйского района Костромской области) в семье крестьянина. Русский. В Красной Армии с 1939 года.
Участник Великой Отечественной войны с июня 1941 года. Сражался под Ленинградом. За мужество и отвагу, проявленные в боях, был награждён боевым орденом. Отличился во время наступательных боев в ходе операции по снятию блокады с осажденного города в январе 1944 года. Дивизия, в которой воевал Шитов, в составе 2-й ударной армии, развивая наступление, вышла на рубеж реки Луги.
27 января 1944 года во время боя за населённый пункт Роговицы позиции пехоты были атакованы танками. Командир орудия старший сержант Шитов, проявив находчивость и инициативу, выкатил своё орудие перед боевыми порядками пехоты и открыл огонь прямой наводкой. В ходе боя заменил весь погибший расчёт соседнего орудия, оставив за своим только наводчика. Атака была отбита, артиллеристы уничтожили несколько гитлеровских стальных машин. Перед орудием Шитова дымились два подбитых немецких танка.
31 января новый встречный бой у посёлка Заречье. Замаскировав свою пушку в сарае на окраине посёлка, расчет Шитова, поддерживая пехоту, геройски отражал многочисленные контратаки немцев. В живых остался лишь командир орудия, но будучи раненным, он продолжал стрелять. На помощь Шитову пришёл командир взвода старший сержант Соловьёв. На позиции артиллеристов вышли три самоходных орудия гитлеровцев. Шитов и Соловьёв тотчас же открыли заградительный огонь. Одну из «самоходок» удалось подбить, но две продолжали двигаться и вести огонь зажигательными снарядами. От прямых попаданий сарай загорелся. Но Шитов и Соловьёв не отходили от своей пушки, продолжали вести огонь до последнего снаряда.
Указом Президиума Верховного Совета СССР от 24 марта 1945 года за образцовое выполнение боевых заданий командования на фронте борьбы с немецко-фашистским захватчиками и проявленные при этом мужество и героизм старшему сержанту Шитову Павлу Степановичу посмертно присвоено звание Героя Советского Союза.
Похоронен в братской могиле в городе Кингисепп Ленинградской области.
В городе Кингисепп установлена мемориальная доска. В городе Буй Костромской области установлен бюст.
Награждён орденами Ленина, Красной Звезды, медалью.